# 河井ノア
河井 ノア（かわい のあ、7月11日 - ）は、東京都出身の絵本作家、キャラクターデザイナー。中央美術学園卒業、以前は、本名の下元 明子（しももと あきこ）の名で活動していた。

## 来歴
デザイン事務所を経て、1972年3月にタツノコプロへ入社。配属された出版部では『昆虫物語 みなしごハッチ』の絵本や幼年誌の版権イラストを描く仕事に従事した。やがてキャラクターデザイン室へ異動となり、いくつかの作品でゲストキャラクターのデザインを担当した後、吉田竜夫社長により、1976年のテレビアニメ『ポールのミラクル大作戦』でメインキャラクターのデザイナーに抜擢される。以後、その愛らしく親しみやすいキャラクターで多くのタツノコメルヘン路線作品を任され、同僚の天野嘉孝と共に1970年代後半のタツノコのキャラクターイメージの構築に貢献した。
1979年にタツノコプロの文芸部に在籍していた脚本家の柳川茂と社内結婚。
1981年8月にタツノコプロを退社してからは、河井ノアのペンネームでイラストレーター・絵本作家としての活動を本格的に始め、夫の柳川との絵本の共作が仕事の中心となった。
タツノコ時代に担当した聖書に材を取ったテレビアニメ『アニメ親子劇場』『パソコントラベル探偵団』がきっかけでキリスト教に関心を持つようになり、1998年に洗礼を受ける。近年は夫婦でのキリスト教関係の仕事も多い。

## 作品

### キャラクターデザイン

#### タツノコプロ作品
- てんとう虫の歌（1974年）
- ポールのミラクル大作戦（1976年）
- 風船少女テンプルちゃん（1977年）
- 一発貫太くん（1977年）
- 森の陽気な小人たちベルフィーとリルビット（1980年）
- とんでも戦士ムテキング（1980年）
- アニメ親子劇場（1981年）
- パソコントラベル探偵団（1983年）
- かぐや姫　パイロットフィルム
- 昆虫物語 みつばちハッチ〜勇気のメロディ〜（2010年）※キャラクターコンセプトデザイン

#### 他社作品
- ずっこけナイトドンデラマンチャ（1980年、国際映画社・葦プロダクション、キャラクターデザイン（第06話を除く全話））
- しましまとらのしまじろう（1993年、スタジオ旗艦、ゲストキャラクターデザイン）
- のどか森のリトル・ジョイ（OVA）

### 絵本
- もりのはなよめ フィンランドの昔話

#### 柳川茂との共作
- ファーマーさんはみすてない
- はくさい夫人とあおむしちゃん
- ゆめみてころころ じゃがいもむすめ
- リトル・ジョイシリーズ
  - のどか森のリトル・ジョイ
  - のどか森のリトル・ジョイ ジョイのおくりもの
  - のどか森のリトル・ジョイ まいごのひつじ
  - のどか森のリトル・ジョイ かみさまのたからもの
  - リトル・ジョイのもりのおはなし
  - のどか森のリトル・ジョイ かぜのたてごと
  - のどか森のリトル・ジョイ ひみつひみつのプレゼント
  - リトル・ジョイとよんでみよう せいしょのことば
- きんぎょ
- イエスさまがうまれたひ